# Fabriciana magnaclarens
Fabriciana magnaclarens är en fjärilsart som beskrevs av Gaillard 1928-1929. Fabriciana magnaclarens ingår i släktet Fabriciana och familjen praktfjärilar. Inga underarter finns listade i Catalogue of Life.